# 투티엠 신도시

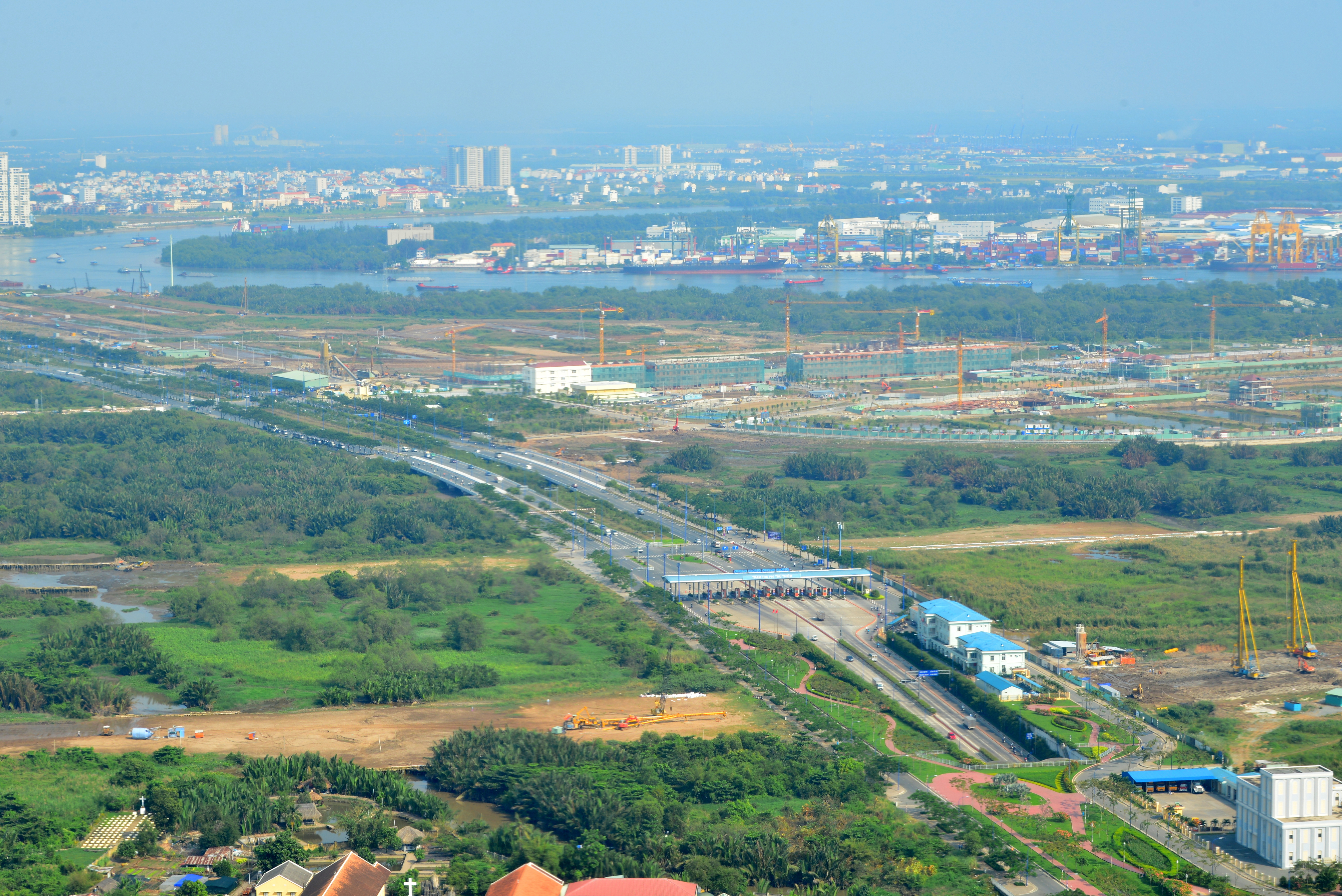

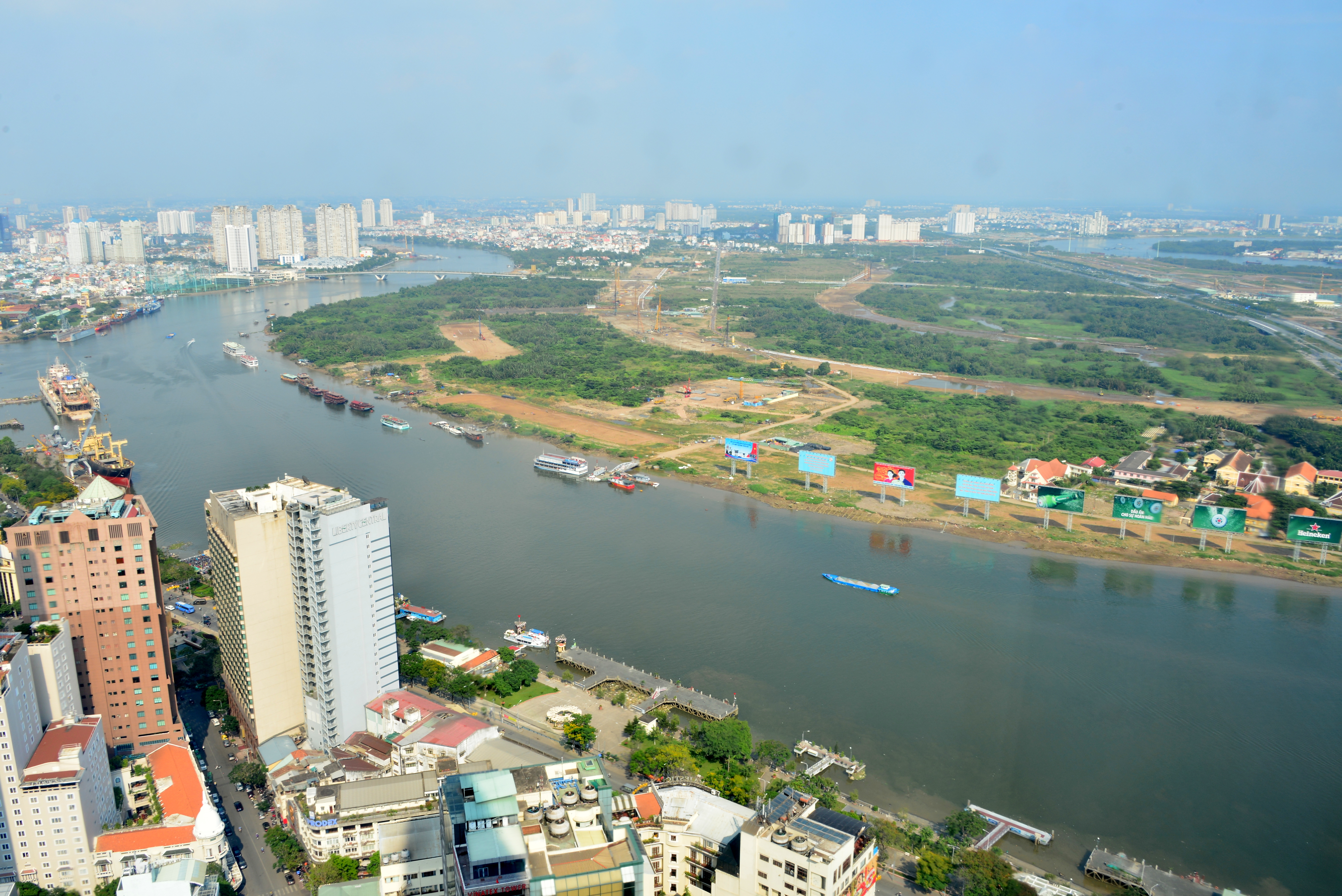

투티엠 신도시(베트남어: Khu đô thị mới Thủ Thiêm, Thủ Thiêm New Urban Area)는 베트남 호찌민 시의 2군에 6.57 km2면적에 진행되고 있는 프로젝트이다. 지금도 공사 중에 있다.

## 입지
투티엠은 호찌민시 2군이 들어서 있는 사이공강의 포인트바에 위치하고 있다. 호찌민 시의 중심 업무지역인 1군과 7군, 빈타인 군의 강 건너편에 위치하고 있다. 9군과 경계를 접하기도 한다.

## 역사
투티엠은 재개발이 허가되기 전에 호찌민 시에서 가장 밀집된 지역 중 하나였고, 1751년에 설립된 중앙 시장을 포함하고 있다. 2002년에 시작하여 거의 10년 동안 14,000 ~ 15,000 가구가 개발 현장에서 퇴거하여 재정착을 했다.
이 부지에 대한 마스터 플랜은 1998년에 시작되었으며, 사이공강을 가로 지르는 호치찌 시의 중앙 비즈니스 지구에 2군을 연결하는 여러 다리와 터널이 완공될 것으로 예정이다. 2003년, 미국의 건축가 히데오 사사키가 이 계획에 대한 국제 설계 경쟁에서 입찰을 따냈다.
이 프로젝트는 진행 중에 있으며, 투자액에 따라 15년 이내 완료될 예정이다. 인프라 투자자에게 우선권이 주어지며, 세금 혜택 뿐만 아니라 정부의 보조도 받을 수 있다.

## 도시의 레이아웃
도시 지역은 7 평방 킬로미터의 면적을 차지하며 주택, 수영장, 공원 및 사무실 구역과 같은 여러 섹션으로 구성된다. 여기에 있는 거의 모든 건물은 10층에서 40층 사이이다. 완료되면, 이 새로운 도시 지역은 1군을 도시 중심으로 대체하기위한 것이다. 이 새로운 도시 지역은 기존의 번화가에 여러 개의 다리와 6차선 터널로 연결되어 있다.
2011년 11월 20일, 1군과 2군을 연결하는 투티엠 수중 터널이 개통되었다. 이 터널은 동남아권에서 가장 긴 수중 터널이며, 길이 1.49㎞, 폭 33m, 높이 9m, 6차선 도로로 하루 평균 4만 5천대의 차량과 1만 5천대의 오토바이가 통행할 수 있다.

## 기업투자
롯데는 투티엠 신도시에 10만여㎡의 부지 규모에 2조원을 투입하여 백화점, 쇼핑몰, 상업시설, 호텔 등이 어우러진 복합단지(에코스마트시티)를 짓기로 했다.